# Liste der Kardinalskreierungen Lucius’ III.
Papst Lucius III. hat im Verlauf seines Pontifikates (1181–1185) die Kreierung von 15 Kardinälen vorgenommen.

## Konsistorien

### 21. Mai 1182
- Pedro de Cardona[2], Elekt von Toledo – Kardinalpriester von S. Lorenzo in Damaso, † 26. Juni 1182
- Hugo Etherianis[3] – Kardinaldiakon von S. Angelo, † August 1182

Quelle:

### 17. Dezember 1182
- Bobo[5] – Kardinaldiakon von S. Angelo, dann (12. März 1188) Kardinalpriester von S. Anastasia, endlich (Mai 1189) Kardinalbischof von Porto e S. Rufina, † zu Ende 1189
- Ottaviano di Paoli[6] – Kardinaldiakon von SS. Sergio e Bacco, dann (Mai 1189) Kardinalbischof von Ostia e Velletri, † 5. April 1206
- Gerardo[7] – Kardinaldiakon von S. Adriano, † 1208
- Soffredo von Pistoia[8] – Kardinaldiakon von S. Maria in Via Lata, dann (20. Februar 1193) Kardinalpriester von S. Prassede, † 14. Dezember 1210
- Albino[9], Augustiner-Chorherren – Kardinaldiakon von S. Maria Nuova, dann (15. März 1185) Kardinalpriester von S. Croce in Gerusalemme, endlich (Mai 1189) Kardinalbischof von Albano, † nach 9. Juli 1196
- Pandolfo Roberti[10] – Kardinalpriester von SS. XII Apostoli, † um 1210
- Uberto Crivelli[11] – Kardinalpriester von S. Lorenzo in Damaso, seit 9. Januar 1185 auch Erzbischof von Mailand, und seit 25. November 1185 Papst Urban III. † 20. Oktober 1187

Quelle:

### 1184
- Theobald[13][14], O.S.B.Cluny, Abt von Cluny – Kardinalbischof von Ostia e Velletri, † 4. November 1188

### 15. März 1185
- Melior[15] – Kardinalpriester von SS. Giovanni e Paolo, † 1197
- Adelardo Cattaneo[16] – Kardinalpriester von S. Marcello, dann (November 1188 bis 1214) Bischof von Verona und cardinalis Sancte Romane Ecclesie, † 1214
- Rolando[17], Elekt von Dol – Kardinaldiakon von S. Maria in Portico, † kurz vor 19. Dezember 1187
- Pietro Diana[18] – Kardinaldiakon von S. Nicola in Carcere, dann (12. März 1188) Kardinalpriester von S. Cecilia, † nach 2. November 1206
- Radulf Nigellus[19] – Kardinaldiakon von S. Giorgio in Velabro, dann (12. März 1188) Kardinalpriester von S.Prassede, † 30. Dezember 1188

Quelle:=== 15. Mär